# Pescheria

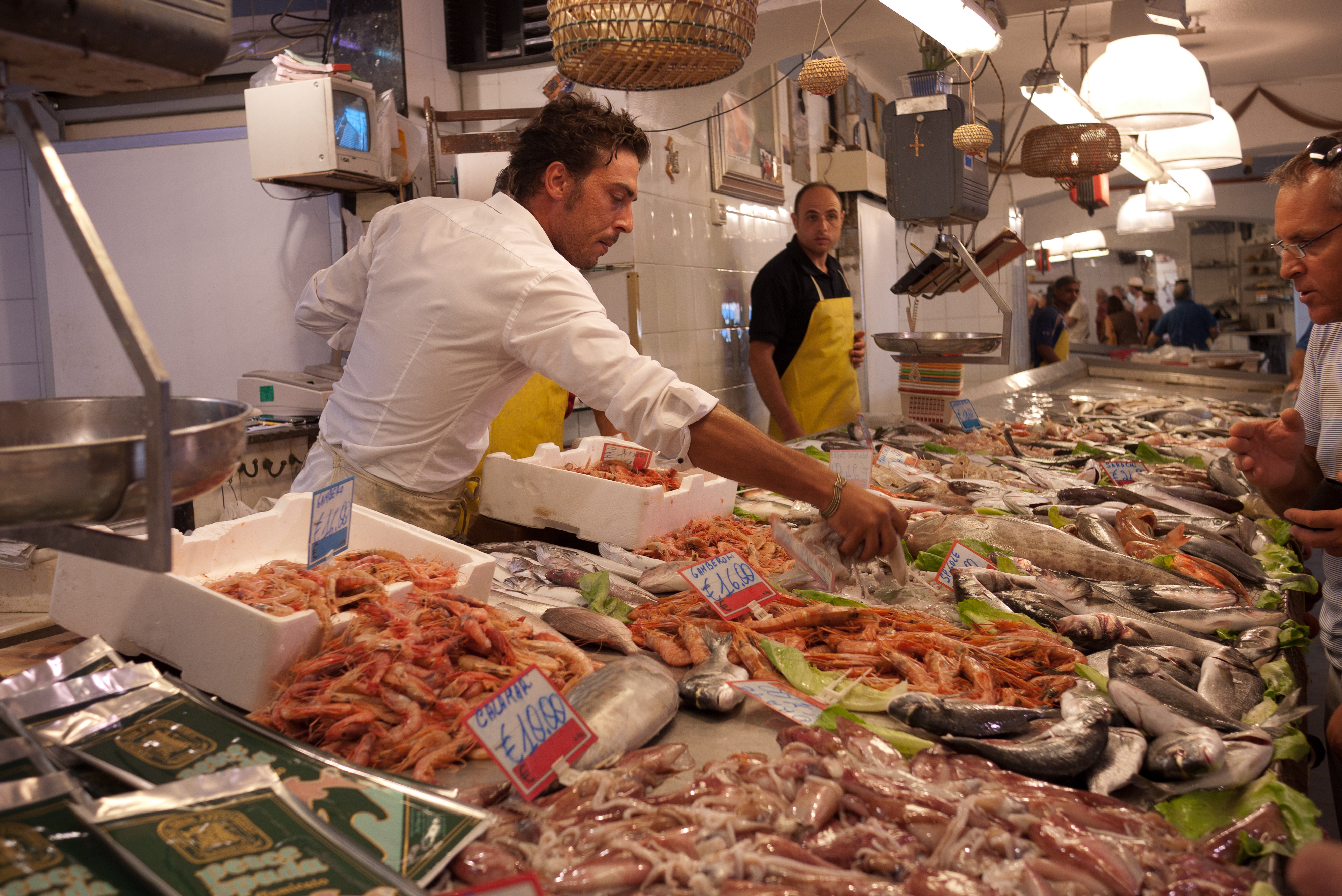
Mercato del pesce siciliano.

La pescheria è un negozio specializzato nella vendita di pesce e derivati. 
Ad esempio pesce fresco e surgelato, molluschi, crostacei, pesce affettato come pesce spada, salmone, ecc.

## Descrizione
A volte la pescheria si trova all'interno di mercati, altre volte mercati specializzati in solo pesce hanno dato il nome a interi quartieri cittadini (per esempio Pescheria, a Catania).
Il pescivendolo  è in forma fissa o ambulante . Il commerciante al dettaglio invece distribuisce il prodotto in loco o su ordinazione.

Furono tra i soggetti ritratti dalle correnti artistiche naturaliste che predilessero soggetti della vita quotidiana.

## Cultura popolare

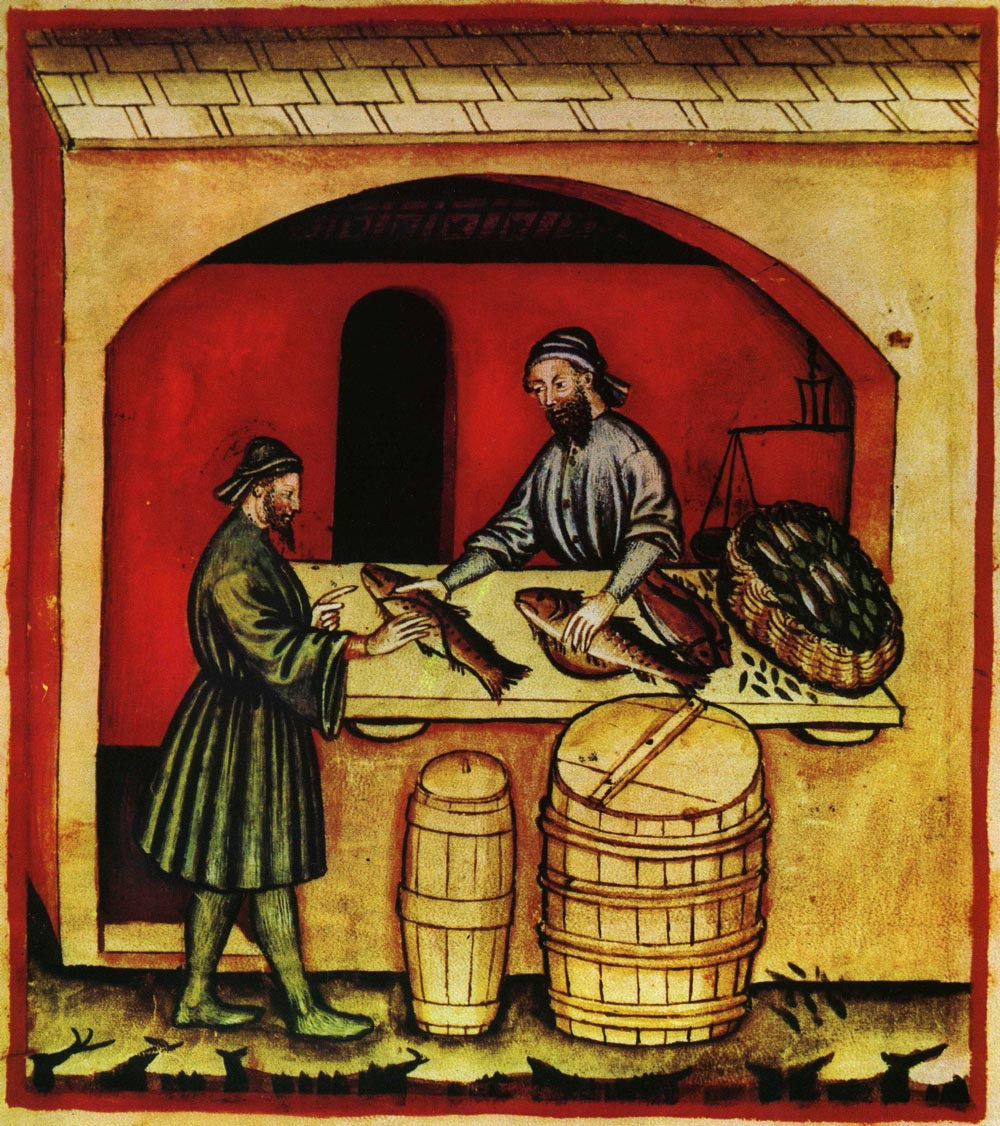
Dipinto di una pescheria, dal Tacuinum sanitatis Casanatensis (XIV secolo).

Tra i celebri personaggi della cultura popolare, vi è Molly Malone, pescivendola prostituta alla quale è dedicata una canzone divenuta l'inno non ufficioso della città di Dublino.